# Marian Pankowski

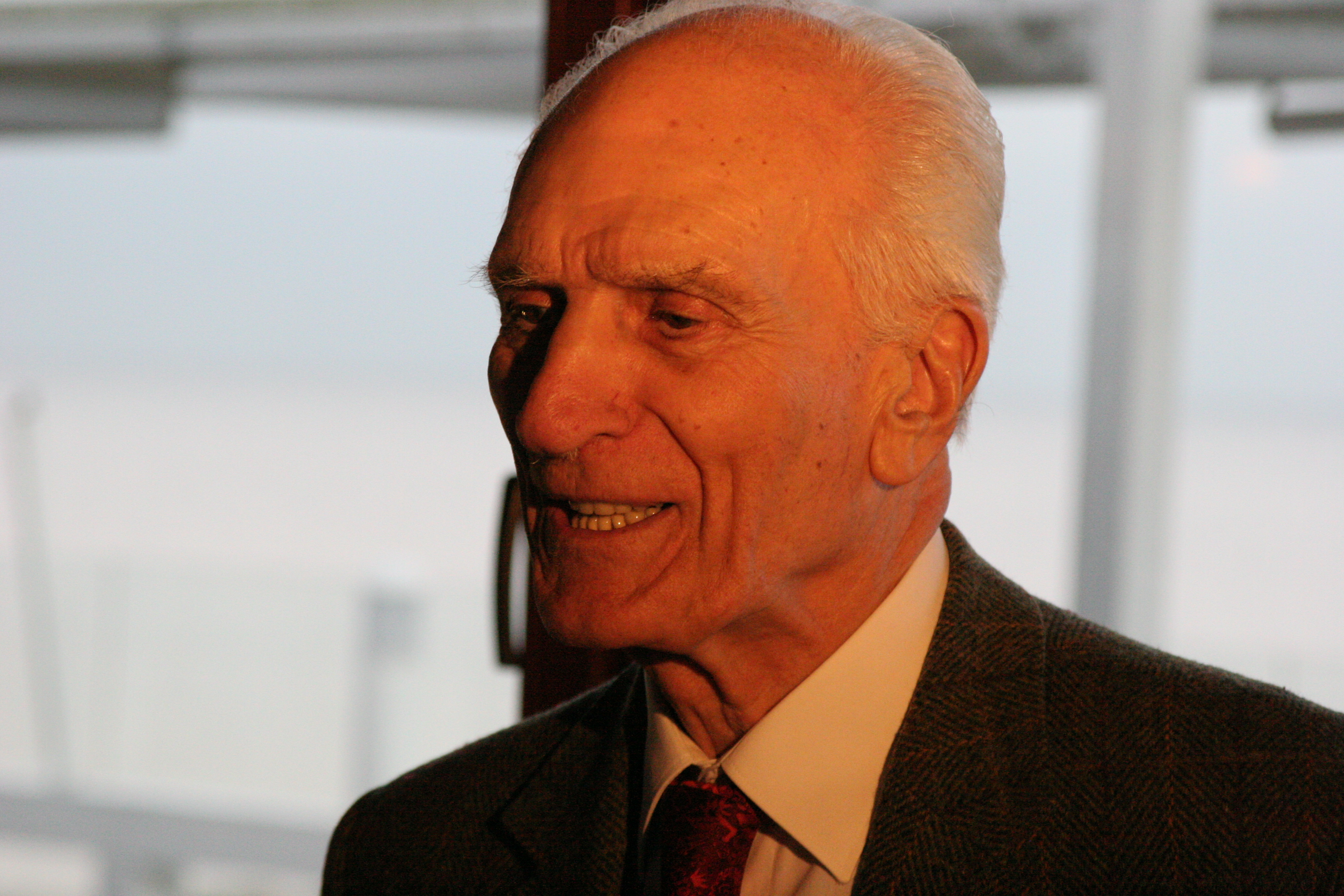
Marian Pankowski (2008)

Marian Pankowski (geboren 9. November 1919 in Sanok, Polen; gestorben 3. April 2011 in Brüssel) war ein polnisch-belgischer Schriftsteller, Dichter, Romancier, Literaturhistoriker und Übersetzer.

## Leben
Marian Pankowski begann nach der Matura am Königin-Sophia-Gymnasium Sanok ein Studium der polnischen Philologie an der Jagiellonen-Universität in Krakau. Zu Beginn des Zweiten Weltkrieges leistet er seinen Militärdienst und kämpft gegen den deutschen Einmarsch in Polen. Dort gerät er zunächst in Kriegsgefangenschaft und befindet sich später von 1942 bis 1945 als KZ-Häftling in den Konzentrationslagern Auschwitz, Groß-Rosen sowie Bergen-Belsen.
Nach seiner Befreiung zum Ende des Zweiten Weltkrieges emigrierte angesichts der politischen Verhältnisse im Nachkriegspolen nach Belgien, wo er zunächst als Übersetzer in Brüssel arbeitete. Mitte der 1950er Jahre beginnt er seine schriftstellerische Laufbahn und verfasst in den folgenden Jahrzehnten zum Teil auch autobiografisch geprägte Bücher wie Smagła swoboda (1955), Matuga idzie (1959), Kozak i inne opowieści (1965), Rudolf (1980), Pątnicy z Macierzyzny (1987) und Putto (1994). Nach der politischen Wende in Polen war er für die Bücher Z Auszwicu do Belsen(2000) und W stronę miłości" (2001) jeweils für den Nike-Literaturpreis nominiert, den bedeutendsten Literaturpreis Polens, und wurde spätestens dadurch zu einem der bedeutendsten polnischen Schriftsteller der Gegenwart.
Pankowski, dessen Werke durch eine empfindsame Umgangssprache geprägt ist und literarische und moralische Klischees zuweilen aufrührerisch überwindet, verfasste zuletzt die Bücher Bal wdów i wdowców (2006), Ostatni zlot aniołów (2007), Była Żydówka, nie ma Żydówki (2008), Niewola i dola Adama Poremby (2009) sowie Tratwa nas czeka (2010).

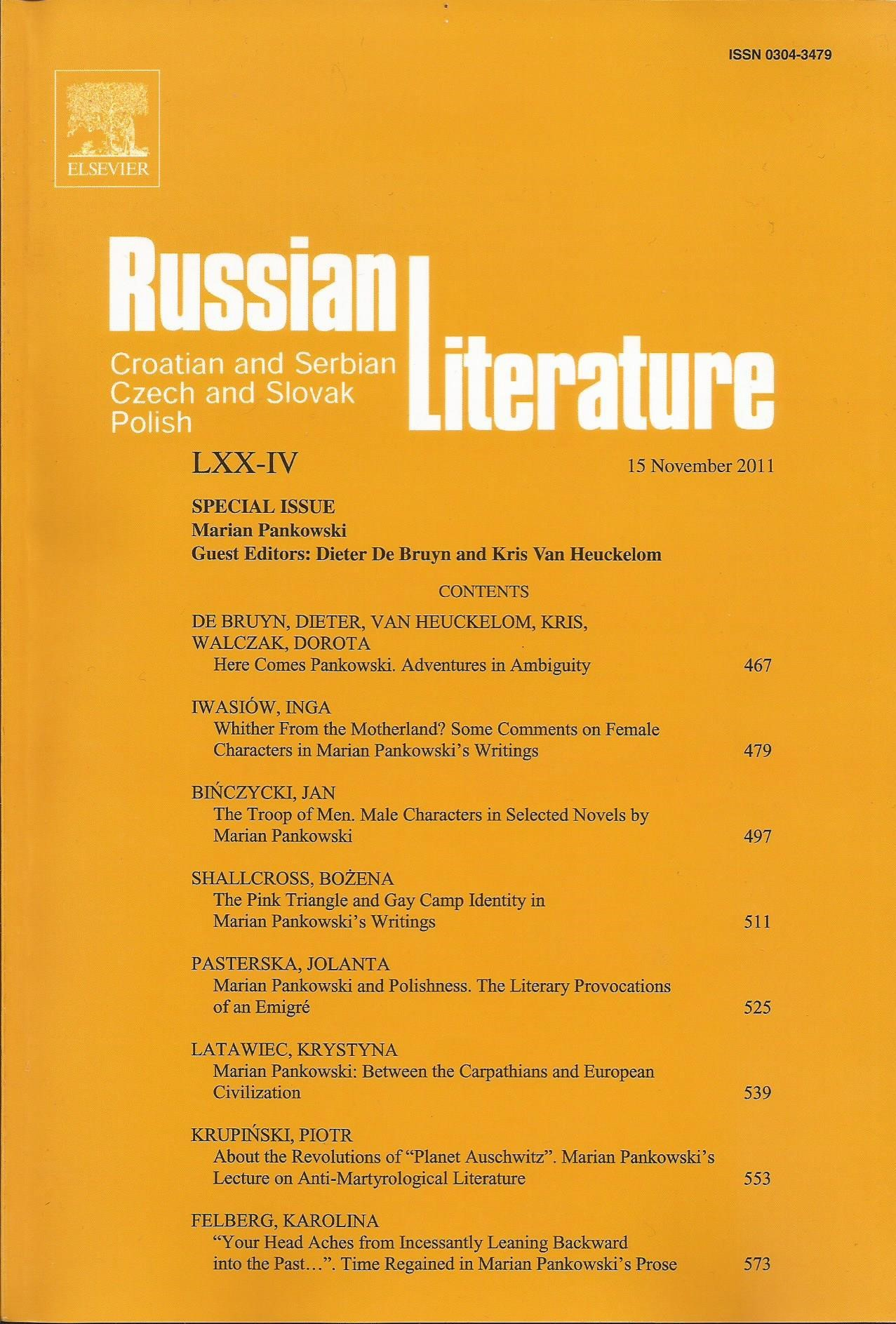
Russian Literature 70/2011

## Werke in deutscher Übersetzung
- Matugaidzie
  - Matuga kommt. Übersetzung Walter Tiel. Pfullingen : Neske, 1972
- Der Kosak und Betty : 2 Erzählungen. Übersetzung H. W. am Zehnhoff. Die 10 sechsfarbige Orig.-Linolschnitte sind von Wolfgang Jörg und Erich Schönig. Berlin : Berliner Handpresse, 1985
- Z Auszwicu do Belsen
  - Planet Auschwitz. Aus dem Französischen übersetzt Rosemarie Golze. Münster : Agenda-Verlag, 2010
- Ostatni zlot aniołów
  - Der letzte Engeltag : ein Silvenmanuskript. Übersetzung Sven Sellmer. Zürich : Secession, 2011